# 楊齡
楊齡，是《三国演义》中的虚构人物，長沙郡太守韓玄部将管軍校尉。
刘备派遣关羽率领五百校刀手攻打长沙時，黄忠向韓玄请求出战。楊齡在阶下应声而出：“不须老将军出战，只就某手中定活捉关某。”韩玄令杨龄率军一千人，出城对战关羽。行了五十里，望见关羽军马已到。杨龄挺枪出马，在阵前骂战。关羽大怒，飞马舞刀，直取杨龄。杨龄挺枪迎战。一个回合，关羽手起刀落，砍杨龄于马下。